# デイズタウンつくば

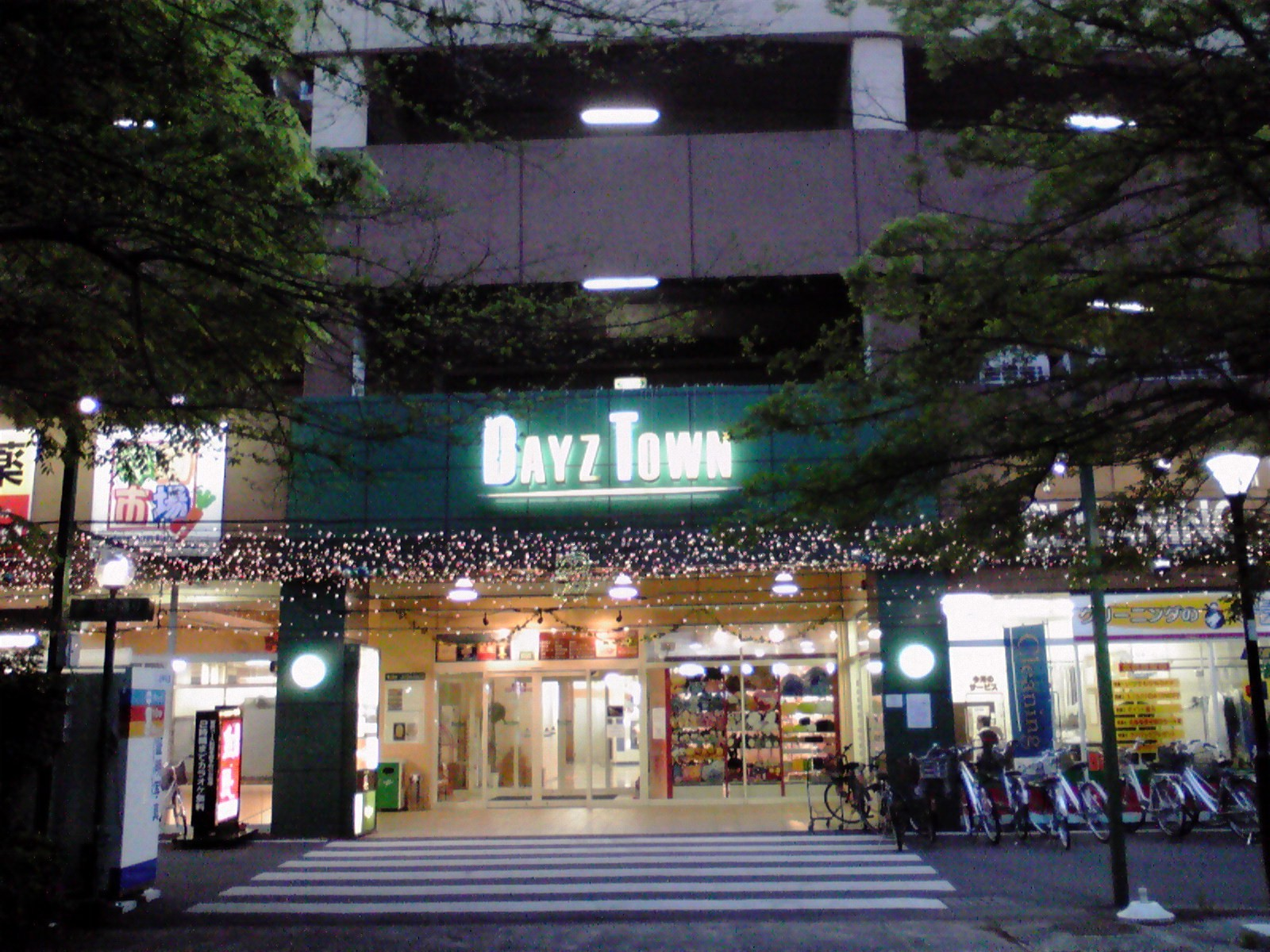
東側入口

デイズタウンつくば（DAYZ TOWN TSUKUBA）は茨城県つくば市竹園一丁目にある複合型ショッピングセンターである。「デイズ」（DAYZ）は、Daily（毎日の）、Amenity（快適な）、Youth（元気）、Zone（地域）の頭文字をとったもの。元はダイエー筑波学園店であった。

## 施設概要
首都圏新都市鉄道つくばエクスプレスつくば駅より徒歩5分ほどの場所、つくば国際会議場に隣接して立地している。
近隣にあるトナリエつくばスクエアはQ'tを中心にファッション等の店が多いが、デイズタウンつくばは食品店や飲食店を中心とした33のテナントで構成される。
売り場は地下1階と地上1階にあり、地上3階にはバレーボール・Vリーグ「つくばユナイテッドSun GAIA」を運営する「一般社団法人つくばユナイテッドサンガイア」の事務局が所在する。

## テナント
1階はTSUTAYAと、ドラッグストアのサンドラッグが大部分を占める。
地下1階には、ゲームセンターやカラオケ、飲食店街が設けられている。

## 沿革
国際科学技術博覧会（つくば科学万博）の開催された1985年（昭和60年）4月29日、ダイエー筑波学園店として開店。当時の筑波研究学園都市は田畑の広がる農村であったが、ダイエーの周囲には西武百貨店や2軒のディスコがあり、そこだけは都会的な雰囲気があったという。一時期、屋上にドライブインシアターが設けられたこともあったが、2002年（平成14年）5月31日にダイエーは閉店し、後に広沢土地倉庫株式会社が施設を買収、デイズタウンとなった。
- 2005年（平成17年）3月25日 - デイズタウンつくばが開業。
- 2012年（平成24年）3月28日 - 西友つくば竹園店が開店[1]。
- 2023年（令和5年）
  - 3月31日 - 西友つくば竹園店が閉店。
  - 10月17日 - TSUTAYAデイズタウンつくばが開店。

## 交通

### 鉄道
- 首都圏新都市鉄道つくばエクスプレス - つくば駅下車徒歩5分[2]

## 施設周辺
- つくば国際会議場
- ホテルJALシティつくば
- つくばカピオ
- ノバホール
- つくば三井ビル
- 中央労働金庫つくば支店
- レクサスつくば